# Nouveau pont du Petit Belt
Le Nouveau pont du Petit Belt (Nye Lillebæltsbro) est un pont suspendu qui traverse le détroit du Petit Belt entre le Jutland et l'île de Fionie au Danemark.

## Description
Le pont a une longueur de 1 700 mètres, la portée principale est de 600 mètres, les pylônes atteignent une hauteur de 120 mètres, et l'élévation maximale au-dessus de la mer est de 44 mètres.
Le Nouveau pont du Petit Belt a été construit de 1965 à 1970. Il a été inauguré par le roi Frédéric IX, le 21 octobre 1970.
Le pont a été construit pour décongestionner la circulation sur le vieux pont du Petit Belt, due à l'augmentation du trafic automobile entre le Jutland et l'île de Fionie. Il s'agit d'une autoroute faisant partie de la Route européenne 20, elle comporte deux fois trois voies, en face des voies uniques du vieux pont. La chaussée du pont est chauffante, ce qui permet de le mettre en hiver à l'abri de la glace et de la neige.

## Galerie

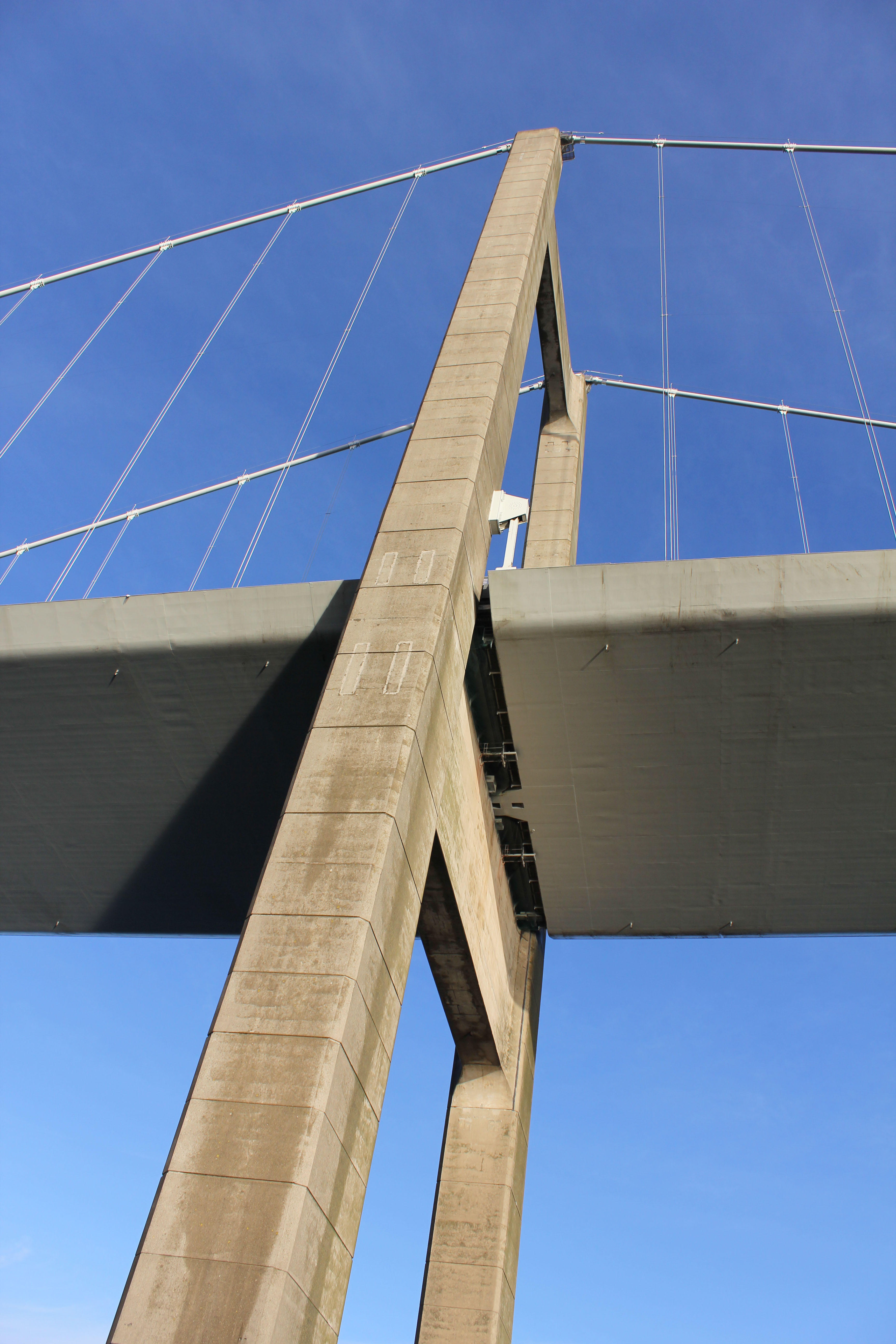
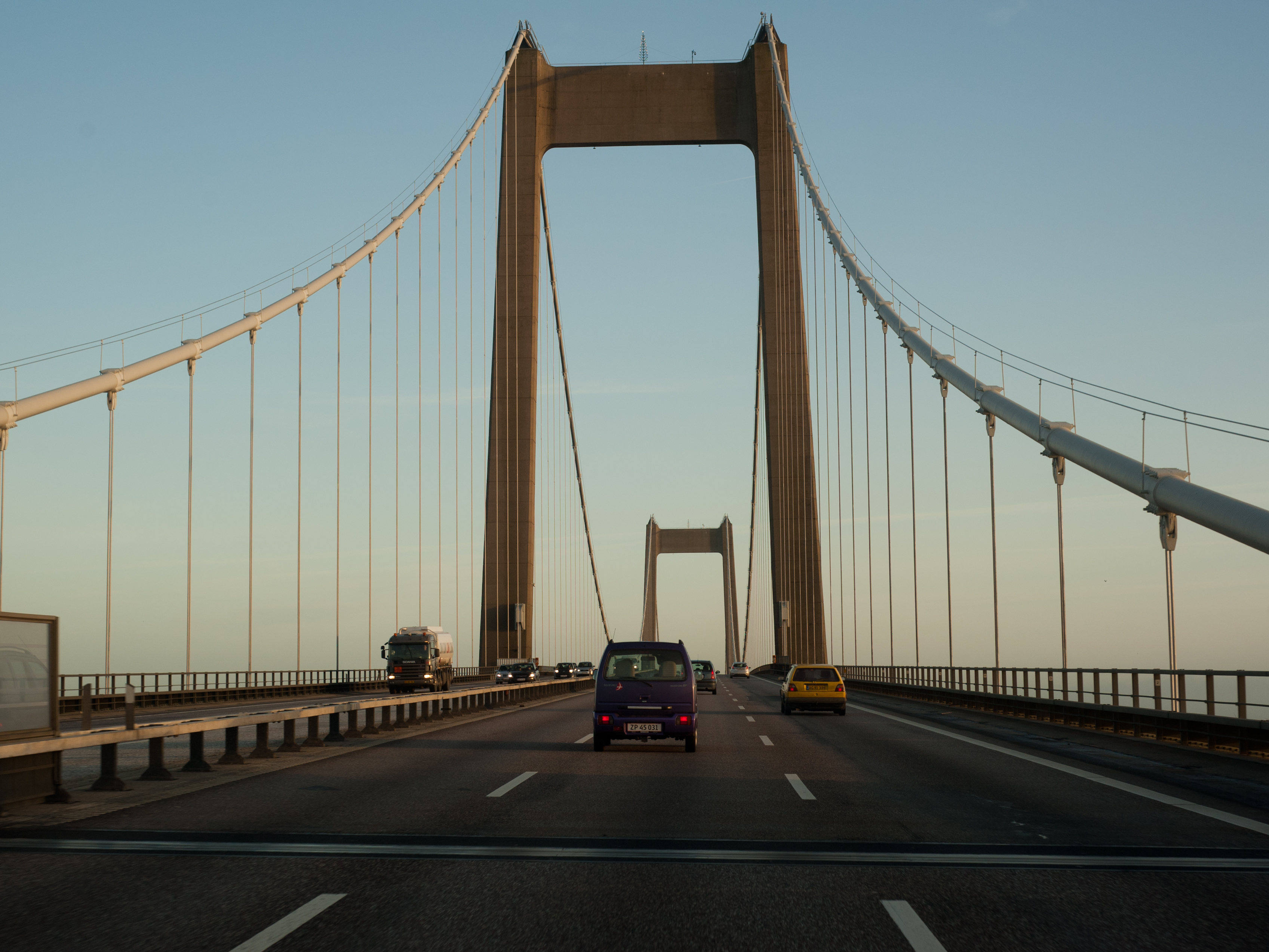
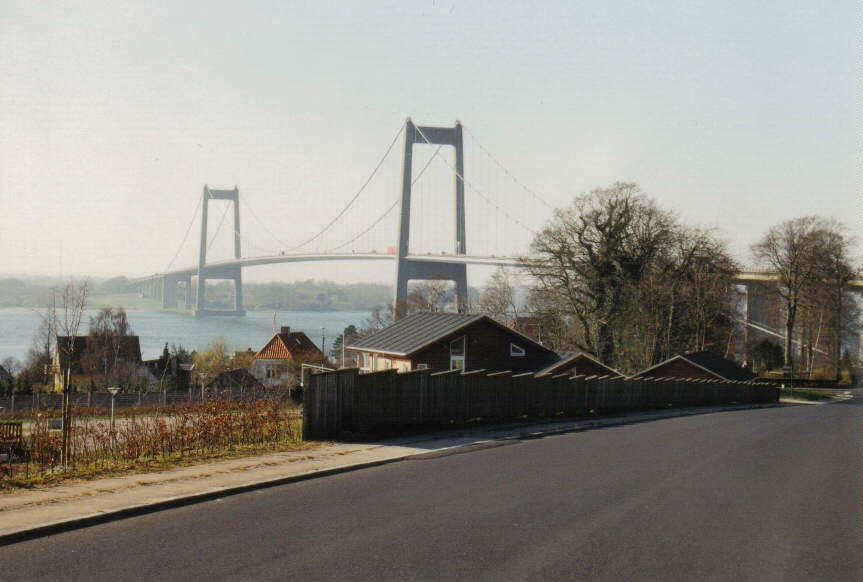
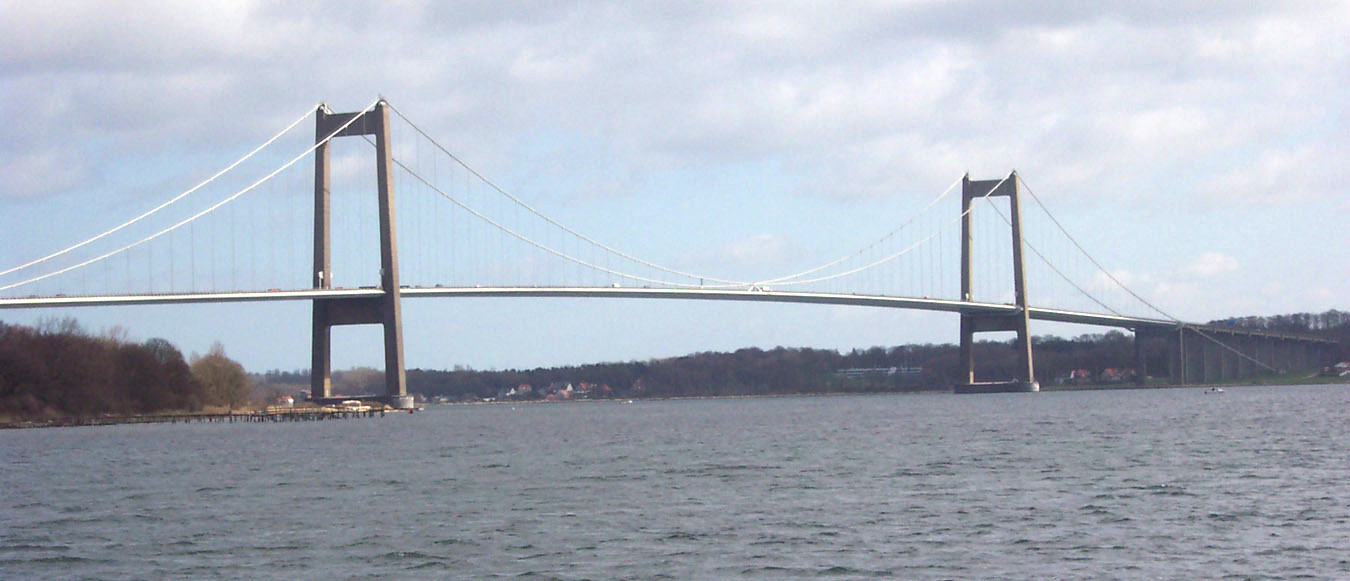